# Víctor Queipul Hueiquil
Víctor Queipul Hueiquil, auch Víctor Queipul Huaiquil (* 20. Jahrhundert), ist ein Lonko (traditioneller Anführer) der Mapuche im Gebiet um Ercilla in der Region Araukanien in Chile. Er ist eine Führungsfigur der Comunidad Autónoma de Temucuicui, einer indigenen Vereinigung, die in den vergangenen Jahren auch durch gewaltsamen Widerstand und die Inbesitznahme von Land in Erscheinung getreten ist. Im Juni 2016 wurde er nach eigenen Angaben von etwa 50 Uniformierten überfallen, verschleppt und gefoltert. Queipul hat drei Kinder und drei Enkel.